# Kazachstán na Zimních olympijských hrách 2014
Kazachstán na Zimních olympijských hrách v roce 2014 zastupovalo 52 sportovců v 10 sportech.

## Medailisté
| Medaile | Jméno     | Sport         | Soutěž           |
| ------- | --------- | ------------- | ---------------- |
| Bronz   | Denis Ten | Krasobruslení | Muži jednotlivci |